# دبور الورق
دبابير الورق عبارة عن دبابير تقوم تجمع الألياف من الأخشاب الميتة وسيقان النباتات، والتي تختلط باللعاب، وتستخدم لبناء أعشاش مصنوعة من مادة الورق الرمادية أو البنية. بعض أنواع الدبابير الورق تسمى أحيانًا الدبابير المظلة، وذلك بسبب التصميم المميز لأعشاشها.